# Leicestershire
Leicestershire (forkortes Leics) er et ceremonielt grevskab i East Midlands.

## Administrativ opdeling
Grevskabet består af City of Leicester, der er en selvstyrende kommune og det administrative grevskab, der delt i syv kommuner (districts), som hører under grevskabsrådet (Leicestershire County Council).

## Geografi
Grevskabet grænser op til Nottinghamshire mod nord, Lincolnshire mod nordøst, Rutland mod øst, Northamptonshire mod sydøst, Warwickshire mod sydvest, Staffordshire mod vest of Derbyshire mod nordvest.

### Byer
| #  | By                                     | Distrikt                  | Indbyggertal (2021) |
| -- | -------------------------------------- | ------------------------- | ------------------- |
| 1  | Leicester                              | Leicester                 | 406,580             |
| 2  | Loughborough                           | Charnwood                 | 64,860              |
| 3  | Hinckley                               | Hinckley and Bosworth     | 50,725              |
| 4  | Wigston                                | Oadby and Wigston         | 34,730              |
| 5  | Melton Mowbray                         | Melton                    | 27,450              |
| 6  | Market Harborough                      | Harborough                | 24,165              |
| 7  | Oadby                                  | Oadby and Wigston         | 24,030              |
| 8  | Coalville                              | North West Leicestershire | 21,980              |
| 9  | Ashby-de-la-Zouch                      | North West Leicestershire | 15,120              |
| 10 | Shepshed                               | Charnwood                 | 14,870              |
| 11 | Birstall                               | Charnwood                 | 14,315              |
| 12 | Blaby & Whetstone                      | Blaby                     | 14,080              |
| 13 | Leicester Forest East & Kirby Muxloe   | Blaby                     | 13,850              |
| 14 | Syston                                 | Charnwood                 | 13,620              |
| 15 | Enderby & Narborough                   | Blaby                     | 13,180              |
| 16 | Mountsorrel                            | Charnwood                 | 12,885              |
| 17 | Earl Shilton                           | Hinckley and Bosworth     | 10,885              |
| 18 | Lutterworth                            | Harborough                | 10,520              |
| 19 | Broughton Astley                       | Harborough                | 9,650               |
| 20 | Sileby                                 | Charnwood                 | 8,955               |
| 21 | Countesthorpe                          | Blaby                     | 7,670               |
| 22 | Castle Donington                       | North West Leicestershire | 7,345               |
| 23 | Kibworth Beauchamp & Kibworth Harcourt | Harborough                | 7,330               |
| 24 | Anstey                                 | Charnwood                 | 7,045               |
| 25 | Barrow upon Soar                       | Charnwood                 | 6,820               |
| 26 | Ibstock                                | North West Leicestershire | 6,810               |
| 27 | Groby                                  | Charnwood                 | 6,560               |
| 28 | Quorndon                               | Charnwood                 | 5,575               |
| 29 | Measham                                | North West Leicestershire | 5,370               |

## Seværdigheder
- Ab Kettleby Manor
- Abbey Pumping Station
- Ashby-de-la-Zouch Canal
- Ashby Castle
- Arnesby May Fayre
- The Battlefield Line
- Beacon Hill
- Beaumanor Hall
- Belgrave Hall & Gardens
- Belvoir Castle
- Bosworth Battlefield
- Bradgate Park
- Brampton Valley Way (former railway path to Northampton)
- Breedon Hill (Iron Age hill fort and Saxon church)
- Bruntingthorpe Aerodrome and proving ground
- Burrough Hill Iron Age Hill Fort
- Charnwood Forest
- Charnwood Museum
- Cold Overton Hall
- Donington le Heath Manor House Museum
- Donington Park and the Donington Grand Prix Collection museum
- East Midlands Airport
- Eyebrook Reservoir
- Fosse Shopping Park
- Foxton Locks
- Great Central Railway (heritage railway)
- Grace Dieu Manor
- Grace Dieu Priory
- Groby Old Hall
- Harborough Museum
- High Cross (Roman settlement)
- Kirby Muxloe Castle
- Launde Abbey
- Leicester Abbey Park
- Leicester Abbey ruins
- Leicester Castle
- Leicester Cathedral
- Leicester Guildhall
- Leicester Jewry Wall Museum
- Leicester New Walk (Regency promenade following the Roman Via Devana)
- Leicester New Walk Museum & Art Gallery
- Lowesby Hall
- Lutterworth (historic market town)
- Lutterworth Church (home of the Lutterworth Wall Paintings)
- Mallory Park
- Market Bosworth (historic market town)
- Market Harborough (historic market town)
- Melton Mowbray (historic market town)
- Melton Carnegie Museum
- Moira Furnace
- Mount St. Bernard Abbey
- National Space Centre
- The National Forest and Conkers
- Nevill Holt Hall
- Newark Houses Museum
- Quenby Hall
- Quorn Hall
- Shenton Hall
- Snibston Discovery Museum
- Stanford Hall
- Stoney Cove the National Diving Centre
- Stoneywell
- Stapleford Miniature Railway
- Stapleford Park
- Swithland Reservoir
- Swithland Wood
- Twinlakes Theme Park
- Twycross Zoo
- Ulverscroft Priory[2]
- University of Leicester Botanic Garden
- Watermead Country Park
- Wigston Framework Knitters Museum[3]
- Wistow Hall